# STK17B
STK17B (англ. Serine/threonine kinase 17b) – білок, який кодується однойменним геном, розташованим у людей на 2-й хромосомі. Довжина поліпептидного ланцюга білка становить 372 амінокислот, а молекулярна маса — 42 344.
| 10         |  | 20         |  | 30         |  | 40         |  | 50         |
| ---------- |  | ---------- |  | ---------- |  | ---------- |  | ---------- |
| MSRRRFDCRS |  | ISGLLTTTPQ |  | IPIKMENFNN |  | FYILTSKELG |  | RGKFAVVRQC |
| ISKSTGQEYA |  | AKFLKKRRRG |  | QDCRAEILHE |  | IAVLELAKSC |  | PRVINLHEVY |
| ENTSEIILIL |  | EYAAGGEIFS |  | LCLPELAEMV |  | SENDVIRLIK |  | QILEGVYYLH |
| QNNIVHLDLK |  | PQNILLSSIY |  | PLGDIKIVDF |  | GMSRKIGHAC |  | ELREIMGTPE |
| YLAPEILNYD |  | PITTATDMWN |  | IGIIAYMLLT |  | HTSPFVGEDN |  | QETYLNISQV |
| NVDYSEETFS |  | SVSQLATDFI |  | QSLLVKNPEK |  | RPTAEICLSH |  | SWLQQWDFEN |
| LFHPEETSSS |  | SQTQDHSVRS |  | SEDKTSKSSC |  | NGTCGDREDK |  | ENIPEDSSMV |
| SKRFRFDDSL |  | PNPHELVSDL |  | LC         |  |            |  |            |

A: Аланін

C: Цистеїн

D: Аспарагінова кислота

E: Глутамінова кислота

F: Фенілаланін

G: Гліцин

H: Гістидин

I: Ізолейцин

K: Лізин

L: Лейцин

M: Метіонін

N: Аспарагін

P: Пролін

Q: Глутамін

R: Аргінін

S: Серин

T: Треонін

V: Валін

W: Триптофан

Кодований геном білок за функціями належить до трансфераз, кіназ, серин/треонінових протеїнкіназ, фосфопротеїнів. 
Задіяний у такому біологічному процесі, як апоптоз. 
Білок має сайт для зв'язування з АТФ, нуклеотидами. 
Локалізований у клітинній мембрані, ядрі, мембрані.